# 드워프비늘꼬리청서
드워프비늘꼬리청서 또는 드워프비늘꼬리다람쥐(Anomalurus pusillus)는 비늘꼬리청서과에 속하는 설치류의 일종이다. 카메룬과 중앙아프리카공화국, 콩고공화국, 콩고민주공화국, 적도기니 그리고 우간다에서 발견된다. 야행성 동물이고, 나무 위에서 생활하는 수상성 동물이다. 아열대 또는 열대 기후 지역의 저지대 우림에서 서식한다. 비막은 팔다리와 꼬리에 붙어 있고, 나무 사이를 활공한다. 서식지 파괴로 인한 멸종 위협을 받는 종으로 간주되지 않는다. "알려진 범위 안의 서식지 대부분이 비교적 온전한 상태를 유지하며, 어떤 심각한 개체수 감소도 겪지 않는 것으로 추정된다."